# Turisas
A Turisas (ejtsd: turiszász) finn viking/folk metal együttes. 1997-ben alakultak Hämeenlinna-ban. Első nagylemezüket 2004-ben adták ki, azóta még három stúdióalbum került ki a házuk tájáról. Nevüket a háború ősi finn istenéről kapták (aki Iku-Turso néven is ismert). Lemezkiadóik: Century Media Records. A viking és a folk metalon kívül jelen vannak még a power és szimfonikus metal műfajokban is. Különlegességként megemlítendő, hogy a hagyományos gitárszólók helyett elektromos hegedűk hallhatóak dalaik során. Az Encyclopaedia Metallum szerint pályafutásuk kezdetén még "Köyliö" néven tevékenykedtek.

## Tagjai
- Mathias "Warlord" Nygard - ének, billentyűk, ütős hangszerek (1997-)
- Jussi Wickström - gitár, vokál, basszusgitár (1997-)
- Olli Vanska - hegedű, vokál (2005-)
- Jesper Anastasiadis - basszusgitár (2012-)
- Jaakko Jakku - dobok, ütős hangszerek (2012-)

## Diszkográfia
Stúdióalbumok
- Battle Metal (2004)
- The Varangian Way (2007)
- Stand Up and Fight (2011)
- Turisas2013 (2013)